# Robert Goldbeck
Robert Goldbeck (Potsdam, Brandenburg, 19 d'abril de 1839 - St. Louis, Missouri, 16 de maig de 1908) fou un compositor alemany.
Fou deixeble de Köhler i de Litolff, i des de molt jove es feu aplaudir com a pianista. Als disset anys estrenà a Londres l'opereta The Soldiers retorn i després es traslladà a Nova York, on es dedicà a l'ensenyament durant deu anys.
El 1867 fundà una escola de música, de 1868 a 1873 dirigí un conservatori i després fou director de l'Harmonie Society de St. Louis i codirector del Conservatori Beethoven. El 1870 fundà a Chicago el diari The Musical Independant.
Entre les seves composicions i figuren tres òperes; 
- la cantata Das Lied vom braven Mann;
- diverses obres per a orquestra;
- dos concerts i més de 150 peces per a piano;
- música di càmera i gran nombre de melodies vocals.

A més publicà, Three graduating courses, en sis volums.